# Hanna Gronkiewicz-Waltz
Pour les articles homonymes, voir Waltz.
Hanna Beata Gronkiewicz-Waltz (), née le 4 novembre 1952 à Varsovie, est une femme politique polonaise, membre de la Plate-forme civique (PO) et maire de Varsovie entre 2006 et 2018.

## Biographie

### Formation et carrière universitaire
Diplômée en droit de l'université de Varsovie en 1975, elle travaille d'abord au sein de l'établissement. 

### Parcours dans les structures bancaires
Elle passe avec succès son doctorat en 1981. Huit ans plus tard, elle devient experte juridique auprès de la Diète et du Sénat, principalement en ce qui concerne les lois économiques, bancaires et administratives.
Elle est désignée, le 6 mars 1992, présidente de la Banque nationale de Pologne (NBP), poste qu'elle occupe jusqu'au 31 décembre 2000. À l'issue de ce mandat, elle occupe, entre 2001 et 2005, une vice-présidence de la Banque européenne pour la reconstruction et le développement (BERD). Après avoir quitté ces fonctions, elle retrouve un poste de professeur de droit à l'université de Varsovie.

### Débuts en politique
Candidate lors de l'élection présidentielle de 1995, elle n'obtient que 2,76 % des voix lors du premier tour, le 5 novembre.
Lors des élections législatives du 25 septembre 2005, elle se présente dans la circonscription de Varsovie-I, sur la liste de la Plate-forme civique, et est élue députée à la Diète. Elle est ensuite portée à la présidence de la commission parlementaire du Trésor d'État.

### Maire de Varsovie
Le 28 décembre 2005, elle est investie candidate au poste de maire de Varsovie pour les élections locales de l'année suivante. Désignée par la suite vice-présidente de la PO, elle remporte 34,47 % des voix au premier tour, le 12 novembre. Quatorze jours plus tard, elle l'emporte avec 53,18 % des suffrages, contre le sortant intérimaire et candidat de Droit et justice (PiS), Kazimierz Marcinkiewicz. Elle est alors la première femme à diriger la capitale polonaise.
Elle est réélue, dès le premier tour, le 21 novembre 2010, avec 53,67 % des voix. Candidate à un troisième mandat lors des élections locales du 16 novembre 2014, elle totalise au premier tour 47,19 %, soit un peu mois de vingt points d'avance sur son adversaire de Droit et justice ; lors du second tour, le 30 novembre, elle parvient à rassembler 58,64 % des suffrages exprimés, ce qui lui permet d'entamer un troisième mandat.
Sous son mandat ont été conçus et inaugurés le pont Marie-Curie en 2009, le Centre des sciences Copernic (2010), le Tęcza en 2012 et le musée de l'Histoire des Juifs polonais en 2014.
Le 22 novembre 2018, le député Rafał Trzaskowski, également membre de la Plate-forme civique, lui succède après sa victoire aux élections municipales.

### Députée européenne
En octobre 2024, elle remplace Marcin Kierwiński au Parlement européen.